# Trink mein Blut, trink meine Tränen
Trink mein Blut, trink meine Tränen (span. Todas las sangres) ist ein Roman von José María Arguedas, der 1964 im Verlag Losada in Buenos Aires erschien.
Spanischstämmige Latifundienbesitzer verlieren nach 1945 in den peruanischen Anden den Kampf gegen das global Edelmetalle abbauende ausländische Wisther-Bozart-Konsortium.

## Inhalt
Großgrundbesitzer Don Bruno Aragón de Peralta, Herr auf der Hacienda „Providencia“, kündigt Zwangsarbeit am Berg Apark'ora in der Silbermine seines Bruders an. Zwar sind die Brüder verfeindet, doch Don Bruno borgt die kostenlosen Arbeitskräfte trotzdem für ein paar Wochen aus. Gleich nach der Ankündigung lässt er den ersten Aufseher Nemesio Carhuamayo vor seinen mit dem ersten Sonnenstrahl angetretenen fünfhundert leibeigenen „Indios“ bis aufs Blut auspeitschen. Carhuamayo hatte Don Bruno gebeten, den Leibeigenen Handel mit den freien „Indios“ der Gemeinde Paraybamba im Bezirk Todos los Santos zu gestatten. Das ist unmöglich, denn aller Besitz auf der Hacienda gehört Don Bruno. Wetterwendisch, wie Don Bruno ist, bestraft er den Auspeitscher und gestattet den erbetenen Handel doch noch. Don Brunos Bruder, der ehrgeizige Don Fermín Aragón de Peralta, Herr auf der Hacienda „Esmeralda“, begibt sich in Begleitung von Demetrio Rendón Willka nach San Pedro de Lahuaymarca zum Silberschmied, dem alten Bellido. Rendón Willka ist ein freier „Indio“ mit Schulbildung. Nachdem das Geschäftliche erledigt ist, gewinnt Don Fermín den 22-jährigen Mestizen Perico Bellido – das ist der Sohn des Schmieds – als Buchhalter für seine Silbermine. Perico Bellido, der Don Fermín mehrfach über den Mund fährt, wird von Rendón Willka mit einem Tritt in den Hintern zur Räson gebracht. Der liberale Don Fermín nennt seinen neuen Buchhalter einen Rebellen, einen Halbstarken und einen konfusen Paradiesvogel. Mit seinem Chefingenieur Hernán Cabrejos Seminario verkehrt Don Fermín beinahe freundschaftlich. Man ist sich einig – mit den fünfhundert rasch eingewiesenen, arbeitswütigen Hauern aus der Hacienda Don Brunos wird die Silber-Hauptader in Bälde erreicht werden. Die verarmten Nachfahren spanischer Minenbesitzern in San Pedro – mit ihrem Bürgermeister Ricardo de la Torre an der Spitze – sind allerdings Don Fermíns Feinde. Das Erz aus deren Minen ist längst abgebaut und Don Fermín hat den Grund und Boden größtenteils für sein beabsichtigtes lukratives Großprojekt Silberabbau an sich gebracht. Don Fermín vertraut seiner Ehefrau Matilde de Ribera de Aragón de Peralta, die aus Chiclayo stammt, an, wenn er durch sein Silber reich geworden ist, will er die „Indios“ befreien. Seinen ganz großen Reichtum verhindert jedoch Chefingenieur Cabrejos. Dieser ausgemachte Schurke, im Dienste des Zaren und eines gewissen Palalo agierend, verursacht in der Silbermine einen Unfall mit Todesfolge. Cabrejos stachelt seinen bestechlichen Diener Gregorio Altamirano, einen ehemaligen Folkloremusiker, zu einer Unter-Tage-Aktion gegen die gottesfürchtigen „Indios“ an. Gregorio wird während seiner bezahlten Aktion von korrekt gesetzten und gezündeten Dynamitladungen zerfetzt. Asunta de la Torre, die Tochter des Bürgermeisters, trauert dem toten Geliebten Gregorio nach. Den Chefingenieur hatte die schöne Jungfrau zurückgewiesen. Obwohl jeder in San Pedro Cabrejos einen Mörder nennt, hält Don Fermín weiter zu seinem Chefingenieur. Das zahlt sich aus. Als die Hauer auf eine ergiebige Rotgültigader stoßen, wird Don Fermín zwar von Palalo und dem Zaren ausgebootet, erhält aber ein millionenschweres Schmerzensgeld. Der Zar gründet die Aparcora Mines Gesellschaft. Die peruanische Regierung enteignet das Land, auf dem das Kraftwerk der Mine errichtet werden soll. Cabrejos übernimmt anstelle von Don Fermín die Leitung der Mine. Cabrejos und Generaldirektor Palalo sind sich einig – Rendón Willka und Don Bruno müssen als potentielle Anführer eines „Indio“-Aufstandes ausgeschaltet werden. Perico Bellido kündigt und bezichtigt Don Fermín und Cabrejos des Mordes an dem Musiker Gregorio. Militär rückt an. Über die Provinz wird der Ausnahmezustand verhängt. Perico Bellido wird erschossen.
Don Bruno will sich bessern. Er lässt das Huren sein und schwängert die Mestizin Vicenta aus Santa Cruz. Die Frau bringt einen Erben zur Welt. Rendón Willka wird Don Brunos Verwalter. Dieser Anführer der unfreien „Indios“ in der Region soll sogar Vormund des neugeborenen Sohnes werden, falls Don Bruno sterben sollte. Nachdem Don Fermíns und Don Brunos Mutter verstorben ist, wird Anto, ihr treuer Diener, von den Brüdern reich beschenkt. Auf seinem neuen Grundbesitz baut er sich ein Haus. Don Bruno bessert sich in der Tat. Der Bruder sagt über ihn, er sei „zugleich grausam und zärtlich, Grandseigneur und demütiger Sünder“. Zwei von Don Brunos Nachbarn – Don Lucas und der reich gewordene Mestize Don Adalberto Cisneros, beide sind Peiniger der „Indios“ – werden seine Todfeinde. Wie es scheint, liebt Don Bruno, der sich als Patriot sieht, diese Feinde. Als die freien „Indios“ von Paraybamba ihren Tyrannen Don Cisneros auspeitschen, bittet Don Bruno den Alkaden mit Erfolg, Don Cisneros nicht zu kastrieren. Dank erntet der Bittsteller nicht. Don Cisneros will ihn umbringen.
Asunta de la Torre rächt ihren Geliebten, den Musiker Gregorio Altamirano. Die Tochter des Bürgermeisters erschießt den Mörder Cabrejos. Sie wird verhaftet. Generaldirektor Palalo ernennt mit einem gewissen Velazco sofort den nächsten gewissenlosen Ingenieur zum Leiter der Mine. Jugendliche zünden die Kirche von San Pedro an. Als Antos Haus mit Bulldozzern eingeebnet werden soll, tötet der alte Diener drei fremde Arbeiter und setzt zwei Raupenfahrzeuge außer Gefecht. Daraufhin verabschiedet sich Don Bruno von Frau und Kind. Er startet einen privaten Rachefeldzug. Zuerst erschießt er Don Lucas, einen schlimmen Drangsalierer der „Indios“. Dann verwundet er noch den Bruder. Don Fermín kommt durch. Don Bruno wird ins Gefängnis gesteckt.
Die „Indios“ vertreiben Don Cisneros. Sie machen den Vertriebenen frösteln. Das Militär erschießt den „Indio“-Anführer Rendón Willka. Der Zar bedauert, dass Don Bruno den Bruder nicht richtig getroffen hat.

## Zitate
- „Man sollte nicht sprechen, wenn das Blut kocht.“[3]
- „Man soll gemessen und ruhig, aber auch energisch sein.“[4]
- „Wenn man Familie hat, leidet man.“[5]

## Form und Interpretation
Das Leben und Sterben der über 115 Figuren erstreckt sich über vierzehn Kapitel. Oben wurde ein Versuch gemacht, die überbordende Stofffülle in ein paar Zeilen zu drängen. Ausgehend von einem beliebigen Protagonisten, könnte Relevantes leicht hinzugefügt werden. Zum Beispiel wurde nicht erwähnt, Don Bruno „ist ein sexuell Besessener, der in der Pubertät ein verkrüppeltes Mädchen [Gertrudis] vergewaltigte.“ Somit müsste noch über Gertrudis erzählt werden, über Don Brunos Elternhaus und so weiter.
Selbst Nebenfiguren dürfen bei Arguedas denken. Zum Beispiel während der Auseinandersetzung Don Brunos mit Don Cisneros vor dem Subpräfekten wünscht sich letzterer insgeheim, ein Widerpart müsste den anderen auf der Stelle umbringen.
Nemesio Carhuamayo liegt im Sterben und stirbt. Arguedas teilt Ungereimtes von den Todesumständen mit.
Hasstiraden und politische Diskussionen überwiegen in den letzten beiden Dritteln des Romans. Zum Beispiel werden immer wieder Figuren plakativ als Kommunisten beschimpft, sind aber in den allermeisten Fällen gar keine. Gerhards umschreibt dieses Faktum: Arguedas wolle mehr aufzeigen als erzählen.

## Rezeption
Gerhards sieht den „Indio“ Rendón Willka und den Nachfahren der spanischen Kolonisatoren Don Bruno als die beiden Schlüsselfiguren für den finalen Triumph der Indigenen im Roman.
Das Dorf San Pedro de Lahuaymarca – eine Fiktion – läge in der Provinz Lucanas. Das liegt in der Region Ayacucho.

## Verfilmung
Der Roman wurde 1987 von Michel Gomez verfilmt. Es spielten Ricardo Tosso, Rafael Delucchi, Pilar Brescia, Andrés Alencastre, Oswaldo Sivirichi und Juan Manuel Ochoa.

### Verwendete Ausgabe
- Trink mein Blut, trink meine Tränen. Roman. Aus dem Spanischen von Susanne Heintz. Anmerkungen (Worterklärung indianischer und spanischer Begriffe) am Schluss des Bandes. Verlag Neues Leben, Berlin 1983 (Lizenzgeber: Kiepenheuer & Witsch, Köln 1983). 595 Seiten, Leinen, ohne ISBN[17]

### Sekundärliteratur
- Ernst Gerhards: Das Bild des Indio in der peruanischen Literatur. Mythos und Mystifikation der indianischen Welt bei José María Arguedas. Diss. FU Berlin (FB Neuere Fremdsprachliche Philologien) am 2. Februar 1972, Universitätsdruckerei FU Berlin, Berlin, Kelchstraße 41, 272 Seiten, Broschur, ohne ISBN